# Hilara
Genre
Hilara est un genre d'insectes diptères de la famille des Empididae et de la sous-famille des Empidinae. C'est un taxon d'espèces actuelles mais il existe aussi quatre espèces fossiles (Hilara heerii, Hilara litigiosa, Hilara royoi, Hilara tarda) datant de l'Éocène au Miocène.

## Classification
Le genre Hilara est décrit par l'entomologiste allemand Johann Wilhelm Meigen (1764-1845) en 1822.

## Espèces fossiles
Selon Paleobiology Database en 2023, le nombre d'espèces fossiles est de quatre :
- †Hilara heerii Meunier, 1915
- †Hilara litigiosa Meunier, 1908
- †Hilara royoi Gil Collado, 1926
- †Hilara tarda Meunier, 1908

## Liste des espèces

### A
Hilara aartseni - 
Hilara abdominalis - 
Hilara acephala - 
Hilara acuminata - 
Hilara acutata - 
Hilara acuticercus - 
Hilara acutifurca - 
Hilara adriatica - 
Hilara aeronetha - 
Hilara akitae - 
Hilara albanica - 
Hilara albida - 
Hilara albipennis - 
Hilara albipilosa - 
Hilara albitarsis - 
Hilara albiventris - 
Hilara alboclypeata - 
Hilara algecirasensis - 
Hilara algira - 
Hilara allogastra - 
Hilara almeriensis - 
Hilara alpicola - 
Hilara amaranta - 
Hilara amnoni - 
Hilara amoena - 
Hilara amurensis - 
Hilara andermattensis - 
Hilara andreasi - 
Hilara anglodancia - 
Hilara angustifrons - 
Hilara anisonychia - 
Hilara antalyensis - 
Hilara apicalis - 
Hilara apta - 
Hilara aptoides - 
Hilara aquilonia - 
Hilara argentata - 
Hilara argentigastra - 
Hilara argyrata - 
Hilara argyreata - 
Hilara arkhyziensis - 
Hilara armata - 
Hilara arnaudi - 
Hilara atra - 
Hilara atrocoerulea - 
Hilara aurata - 
Hilara aurea - 
Hilara auripila - 
Hilara autumnalis - 
Hilara azauensis

### B
Hilara baculifer - 
Hilara baehrmanni - 
Hilara baethis - 
Hilara balearica - 
Hilara balnearia - 
Hilara barbata - 
Hilara barbipes - 
Hilara bares - 
Hilara barlasi - 
Hilara bartaki - 
Hilara basalis - 
Hilara basiflava - 
Hilara bechevi - 
Hilara beckeri - 
Hilara bella - 
Hilara bellula - 
Hilara bernmerzi - 
Hilara bhiga - 
Hilara bicornuta - 
Hilara bicrassitibia - 
Hilara bidentifera - 
Hilara bilobata - 
Hilara biprocera - 
Hilara biseta - 
Hilara bispina - 
Hilara bistriata - 
Hilara bohemica - 
Hilara bolkarensis - 
Hilara borealis - 
Hilara bovina - 
Hilara brevipila - 
Hilara brevipilosa - 
Hilara brevistriata - 
Hilara brevistyla - 
Hilara brevivittata - 
Hilara brunnipes - 
Hilara bulgarica

### C
Hilara caerulescens - 
Hilara calinota - 
Hilara campinosensis - 
Hilara cana - 
Hilara canescens - 
Hilara cantabrica - 
Hilara capensis - 
Hilara carbonaria - 
Hilara carbonella - 
Hilara carpathica - 
Hilara castanipes - 
Hilara caucasica - 
Hilara cavernicola - 
Hilara chinganensis - 
Hilara chiragrica - 
Hilara chorica - 
Hilara chvalai - 
Hilara ciliifera - 
Hilara cilipes - 
Hilara cineracea - 
Hilara cinerea - 
Hilara cinereomicans - 
Hilara cingulata - 
Hilara clavidipes - 
Hilara clavipes - 
Hilara clypeata - 
Hilara comes - 
Hilara commiscibilis - 
Hilara compacta - 
Hilara congregaria - 
Hilara consanguinea - 
Hilara coracina - 
Hilara cornicula - 
Hilara corsicana - 
Hilara cothurnata - 
Hilara crassitibia - 
Hilara crickmayi - 
Hilara crinipyga - 
Hilara crossleyi - 
Hilara cuneata - 
Hilara curtisi - 
Hilara curvativa - 
Hilara curvipes - 
Hilara cypriana - 
Hilara czernyi

### D
Hilara dalmatina - 
Hilara danielssoni - 
Hilara delicatula - 
Hilara delta - 
Hilara deltaica - 
Hilara dentata - 
Hilara depressa - 
Hilara deryae - 
Hilara dichunensis - 
Hilara digitata - 
Hilara dimidiata - 
Hilara discalis - 
Hilara discoidalis - 
Hilara discolor - 
Hilara discrepitans - 
Hilara dissimilis - 
Hilara diversipes - 
Hilara dixi - 
Hilara dracophylli - 
Hilara dubia - 
Hilara dzhantuganensis

### E
Hilara echinata - 
Hilara efficiens - 
Hilara elegans - 
Hilara embartaki - 
Hilara empidoides - 
Hilara ephippium - 
Hilara escorialensis - 
Hilara eviana

### F
Hilara fasciata - 
Hilara fascipennis - 
Hilara femorata - 
Hilara femorella - 
Hilara fistulipes - 
Hilara fistulipoides - 
Hilara flavidipes - 
Hilara flavinceris - 
Hilara flavipes - 
Hilara flavitarsis - 
Hilara flavocoxa - 
Hilara flavohalterata - 
Hilara forcipata - 
Hilara fortis - 
Hilara fossalis - 
Hilara fracta - 
Hilara fraterna - 
Hilara freidbergi - 
Hilara fulvibarba - 
Hilara fulvipes - 
Hilara funebris - 
Hilara fuscipennis - 
Hilara fuscipes - 
Hilara fusitibia

### G
Hilara galactoptera - 
Hilara gallica - 
Hilara gamma - 
Hilara garretti - 
Hilara genupallida - 
Hilara ghunzaensis - 
Hilara gila - 
Hilara globulipes - 
Hilara goetzei - 
Hilara gooti - 
Hilara gracilipes - 
Hilara gracilis - 
Hilara granditarsis - 
Hilara griseola - 
Hilara grisescens

### H
Hilara hasankoci - 
Hilara heixu - 
Hilara helvetica - 
Hilara heterogastra - 
Hilara hirsuta - 
Hilara hirta - 
Hilara hirtella - 
Hilara hirtipes - 
Hilara huangjijie - 
Hilara huangxu - 
Hilara hubeiensis - 
Hilara hudsoni - 
Hilara hyalinata - 
Hilara hybrida - 
Hilara hyperborea - 
Hilara hyposeta - 
Hilara hystricoides - 
Hilara hystrix

### I
Hilara immerens - 
Hilara implicata - 
Hilara incertula - 
Hilara infans - 
Hilara infuscata - 
Hilara interincta - 
Hilara intermedia - 
Hilara interrupta - 
Hilara intuta - 
Hilara irritans - 
Hilara isaanensis - 
Hilara israelica - 
Hilara itoi

### J
Hilara japonica - 
Hilara joannae - 
Hilara johnsoni - 
Hilara juno

### K
Hilara kambaitiensis - 
Hilara kawarabatai - 
Hilara kervillei - 
Hilara khola - 
Hilara kyushuensis

### L
Hilara lacteipennis - 
Hilara lactescens - 
Hilara laeta - 
Hilara lamellifera - 
Hilara lapponica - 
Hilara lasiochira - 
Hilara lata - 
Hilara latiuscula - 
Hilara laurae - 
Hilara leucogyne - 
Hilara leucoptera - 
Hilara leukensis - 
Hilara lindbergi - 
Hilara litorea - 
Hilara littoralis - 
Hilara loeiensis - 
Hilara longeciliata - 
Hilara longesetosa - 
Hilara longicercus - 
Hilara longicornis - 
Hilara longirostris - 
Hilara longiseta - 
Hilara longispina - 
Hilara longivittata - 
Hilara lucidifrons - 
Hilara lugubris - 
Hilara lurida - 
Hilara lutea - 
Hilara luteihalterata - 
Hilara lutrolimbata

### M
Hilara macedoniaensis - 
Hilara macedonica - 
Hilara macquarti - 
Hilara macroptera - 
Hilara macrura - 
Hilara magica - 
Hilara major - 
Hilara malaisei - 
Hilara manicata - 
Hilara mantis - 
Hilara mantispa - 
Hilara mantovensis - 
Hilara margarita - 
Hilara marginipennis - 
Hilara martini - 
Hilara matronella - 
Hilara matroniformis - 
Hilara maura - 
Hilara mauroides - 
Hilara medeteriformis - 
Hilara media - 
Hilara mediasiatica - 
Hilara mediterranea - 
Hilara megalochira - 
Hilara melanochira - 
Hilara melanogyne - 
Hilara meralis - 
Hilara merula - 
Hilara merzi - 
Hilara metinaktasi - 
Hilara micropyga - 
Hilara minamurra - 
Hilara minutissima - 
Hilara mirhana - 
Hilara miriptera - 
Hilara moceki - 
Hilara mollicella - 
Hilara mollis - 
Hilara monedula - 
Hilara monodactyla - 
Hilara monogramma - 
Hilara morata - 
Hilara morenae - 
Hilara mroga - 
Hilara munda - 
Hilara mutabilis

### N
Hilara nadolna - 
Hilara nana - 
Hilara nearctica - 
Hilara neglecta - 
Hilara neodentata - 
Hilara neolitorea - 
Hilara neomexicanus - 
Hilara niesiolowskii - 
Hilara nigrina - 
Hilara nigrita - 
Hilara nigritarsis - 
Hilara nigriventris - 
Hilara nigrocincta - 
Hilara nigrohirta - 
Hilara nimia - 
Hilara ningshana - 
Hilara nitidorella - 
Hilara nitidula - 
Hilara nova - 
Hilara novakii - 
Hilara nubila - 
Hilara nugax

### O
Hilara obscura - 
Hilara obscuritarsis - 
Hilara occipitalis - 
Hilara omega - 
Hilara orientalis - 
Hilara orilasiochira - 
Hilara ozerovi

### P
Hilara pachyneura - 
Hilara pallala - 
Hilara pallens - 
Hilara palmarum - 
Hilara paludosa - 
Hilara parvimaior - 
Hilara pectinipes - 
Hilara perplexa - 
Hilara perturbans - 
Hilara perversa - 
Hilara peshawarensis - 
Hilara philina - 
Hilara philpotti - 
Hilara pilipes - 
Hilara pilosa - 
Hilara pilosopectinata - 
Hilara planti - 
Hilara platyura - 
Hilara plebeia - 
Hilara plumbea - 
Hilara plumipes - 
Hilara polleti - 
Hilara ponti - 
Hilara primula - 
Hilara promboonae - 
Hilara pruinosa - 
Hilara psammophytophilia - 
Hilara pseguashae - 
Hilara pseudochorica - 
Hilara pseudocornicula - 
Hilara pseudoflavipes - 
Hilara pseudosartrix - 
Hilara pulchella - 
Hilara pulchripes - 
Hilara pulchristriata - 
Hilara pygialis

### Q
Hilara qinlingensis - 
Hilara quadriclavata - 
Hilara quadrifaria - 
Hilara quadrifasciata - 
Hilara quadripilosa - 
Hilara quadriseta - 
Hilara quadrivitata - 
Hilara quadrula

### R
Hilara ragasides - 
Hilara razvani - 
Hilara recedens - 
Hilara recurva - 
Hilara reducta - 
Hilara regnealai - 
Hilara rejecta - 
Hilara repetita - 
Hilara retecta - 
Hilara rostrata - 
Hilara royi - 
Hilara rufipes - 
Hilara rufithorax - 
Hilara rufopuncta

### S
Hilara sanctaecrucis - 
Hilara sartor - 
Hilara schachti - 
Hilara scrobiculata - 
Hilara seriata - 
Hilara setimana - 
Hilara setipes - 
Hilara setipleura - 
Hilara setosa - 
Hilara sextaseta - 
Hilara shatalkini - 
Hilara sheni - 
Hilara simplex - 
Hilara simplicipes - 
Hilara sirbitzmatrona - 
Hilara spectabilis - 
Hilara sphaeropyga - 
Hilara spina - 
Hilara spinata - 
Hilara spinipes - 
Hilara spiniplatyura - 
Hilara spinulenta - 
Hilara splendida - 
Hilara stethica - 
Hilara strakai - 
Hilara strakaiana - 
Hilara striaticollis - 
Hilara strobliana - 
Hilara sturmii - 
Hilara subarmata - 
Hilara subcalimota - 
Hilara sublineata - 
Hilara submaura - 
Hilara subpennata - 
Hilara sulcitarsis - 
Hilara suspecta

### T
Hilara tabarkensis - 
Hilara tanychira - 
Hilara tanythrix - 
†Hilara tarda - 
Hilara tarsata - 
Hilara tatra - 
Hilara tenella - 
Hilara tenuinervis - 
Hilara ternovensis - 
Hilara terriphylla - 
Hilara testacea - 
Hilara tetragramma - 
Hilara thaica - 
Hilara theodori - 
Hilara thoracica - 
Hilara tiefii - 
Hilara tonsilis - 
Hilara treheni - 
Hilara triangulata - 
Hilara tricolor - 
Hilara tridactyla - 
Hilara trigemina - 
Hilara triglavensis - 
Hilara triseta - 
Hilara trisetulosa - 
Hilara tristis - 
Hilara trivittata - 
Hilara tupinamba - 
Hilara turcica - 
Hilara tyrolensis

### U
Hilara umbrosa - 
Hilara uncicauda - 
Hilara unguicauda - 
Hilara unguicella - 
Hilara unicolor - 
Hilara upsilon - 
Hilara urophora - 
Hilara urophylla

### V
Hilara varipennis - 
Hilara vector - 
Hilara veletica - 
Hilara veltmani - 
Hilara velutina - 
Hilara veneta - 
Hilara verticalis - 
Hilara vestalis - 
Hilara vetula - 
Hilara vinnensis - 
Hilara vistula - 
Hilara vltavensis

### W
Hilara wheeleri - 
Hilara woodi - 
Hilara woodiella - 
Hilara wuorentausi

### X
Hilara xui

### Z
Hilara zermattensis - 
Hilara zeyaensis - 
Hilara zhejiangensis - 
Hilara zhouzhiensis

## Galerie

Quelques espèces vivantes du genre Hilara.
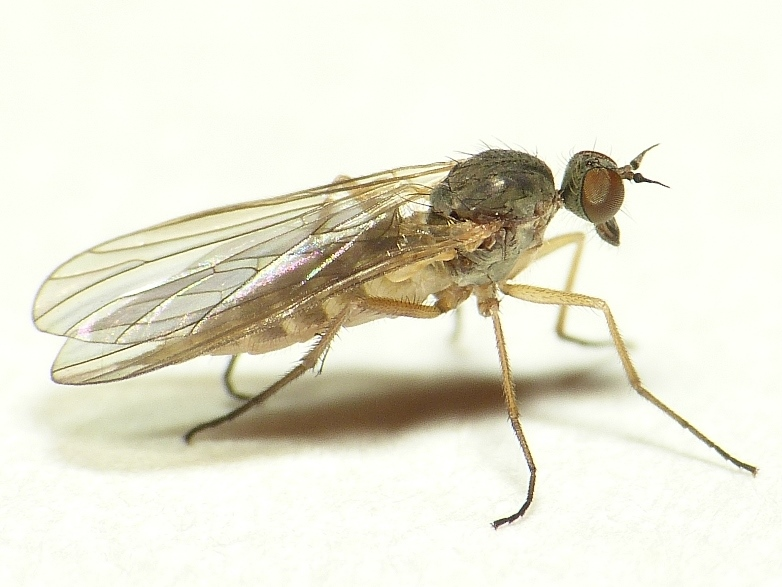
Hilara sturmii.
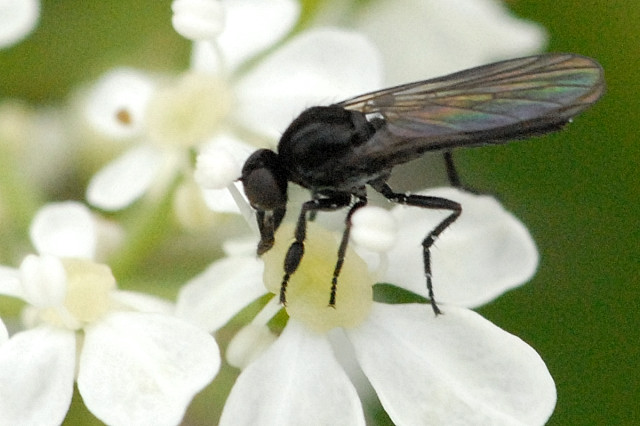
Hilara interstincta.
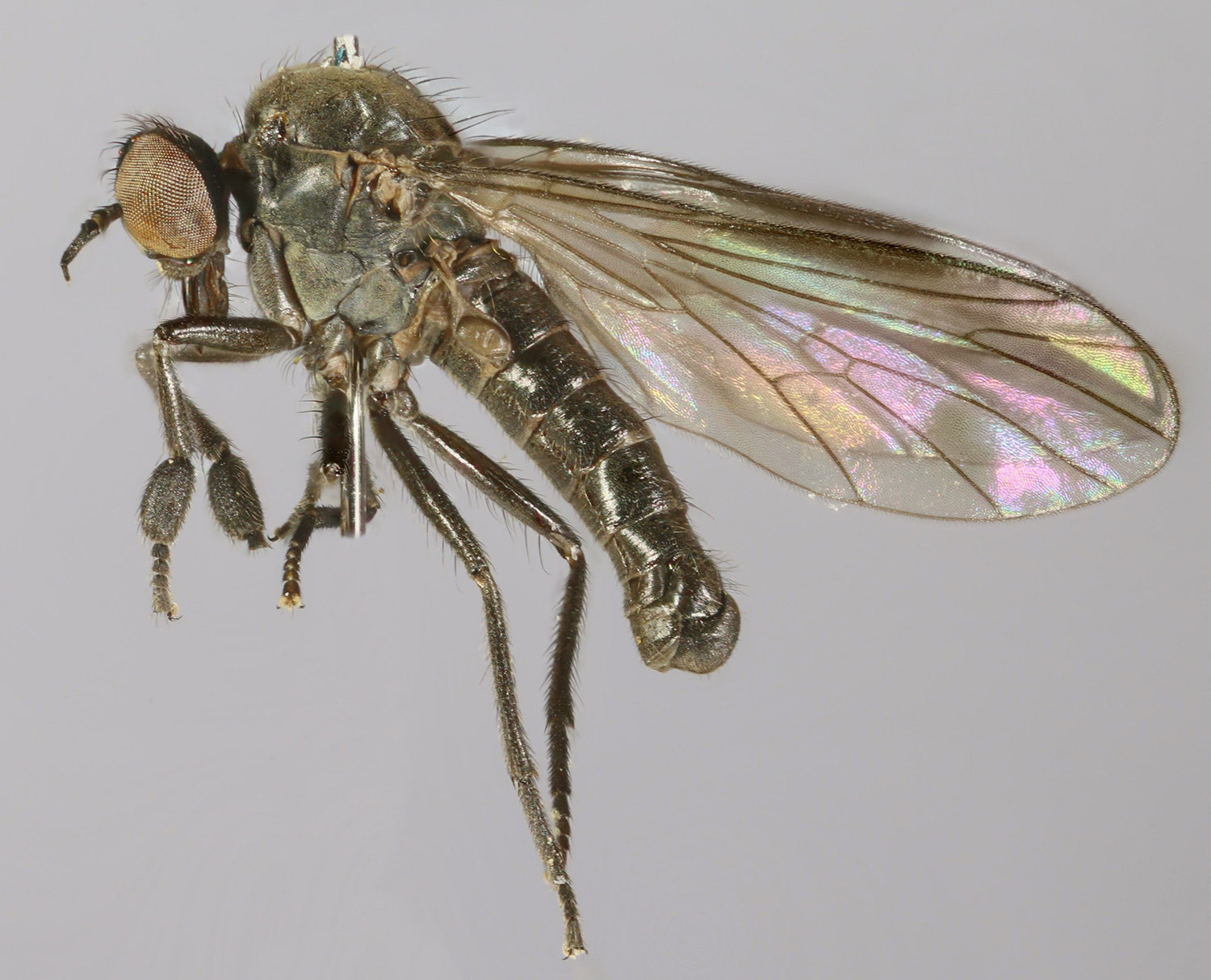
Hilara brevistyla.
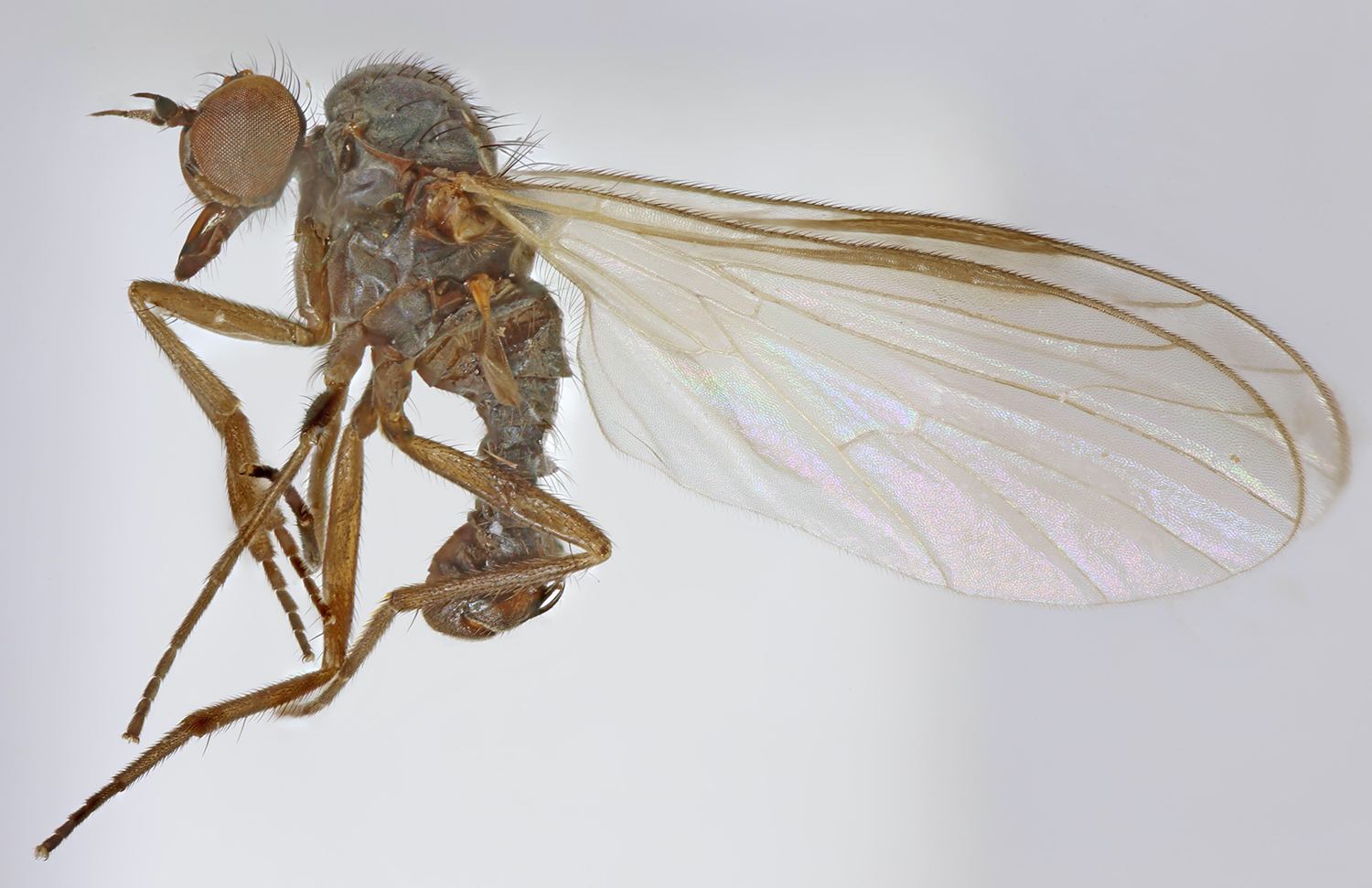
Hilara galactoptera.
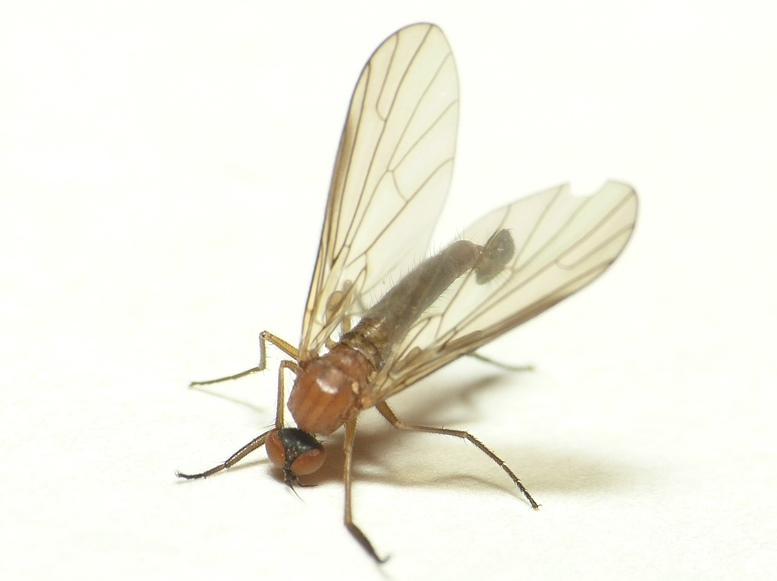
Hilara thoracica.
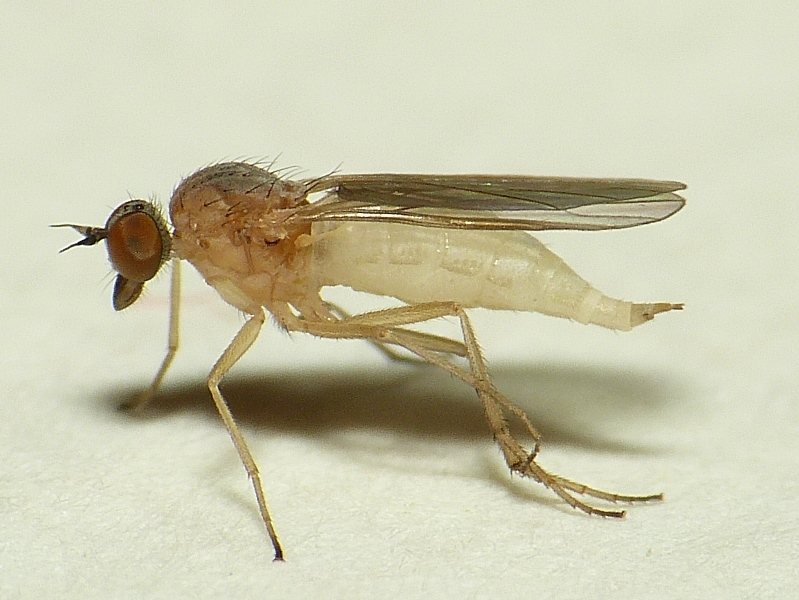
Hilara tenella.

### Publication originale
- [Johann Wilhelm Meigen 1822] (de) Johann Wilhelm Meigen, Systematische Beschreibung der bekannten europaischen zweiflugeligen Insekten. Dritter Theil. Hamm, Schulz-Wundermann'sche Buchhandlung, 1822.